# Aanslag op de IJzertoren
In de nacht van 15 op 16 maart 1946 vond er in Kaaskerke bij Diksmuide een aanslag op de IJzertoren plaats. Bij deze bomaanslag vielen er géén doden of gewonden maar werd de IJzertoren volledig vernield. Deze vernieling had een grote impact in katholieke kringen van het naoorlogse België. Het monument was eerder in juni 1945 het doelwit geweest van een aanslag.

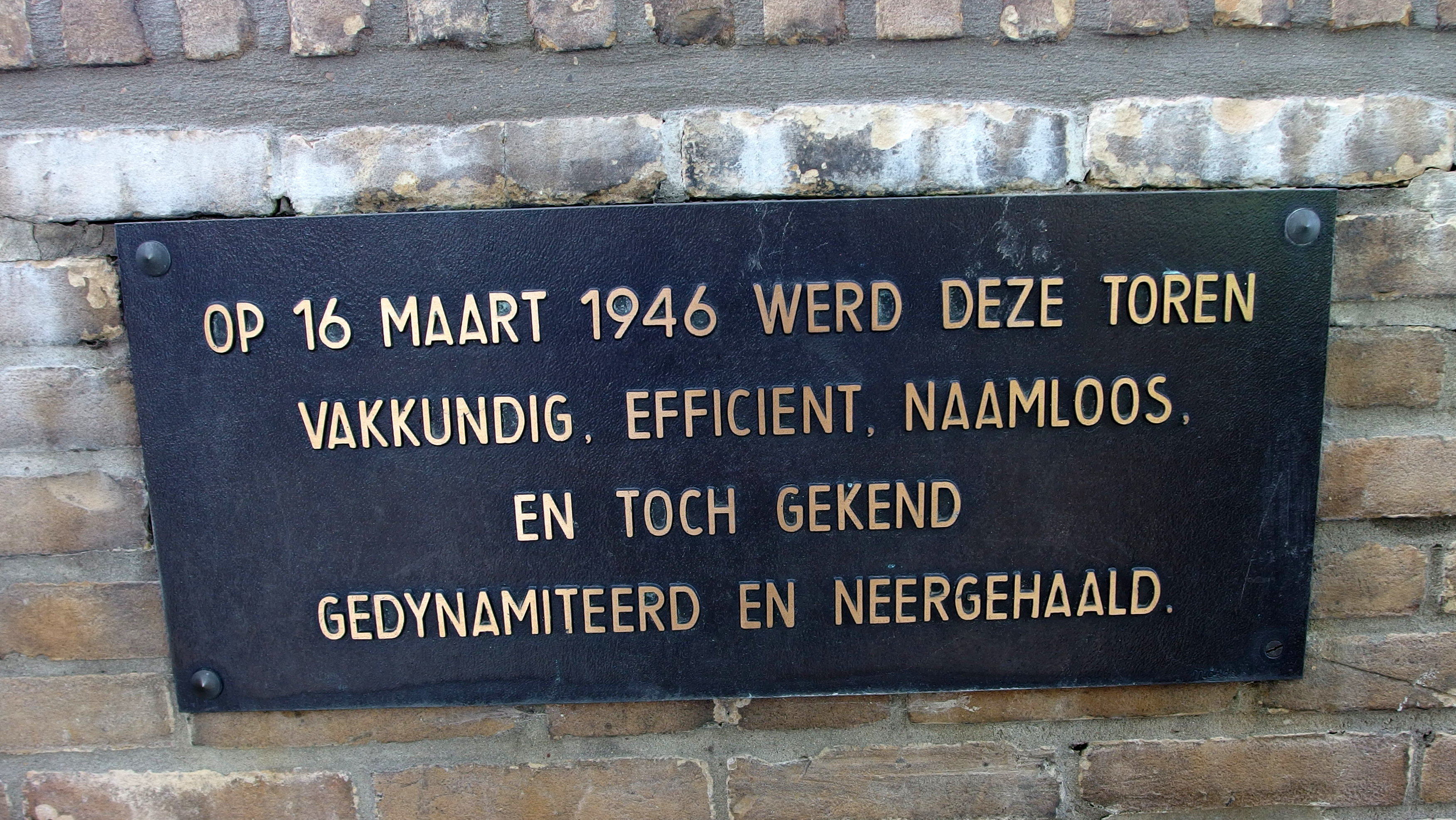

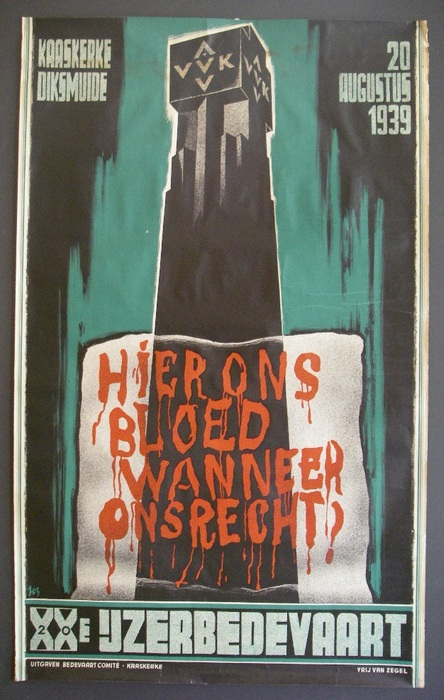
De eerste IJzertoren op de affiche voor de IJzerbedevaart van 1939

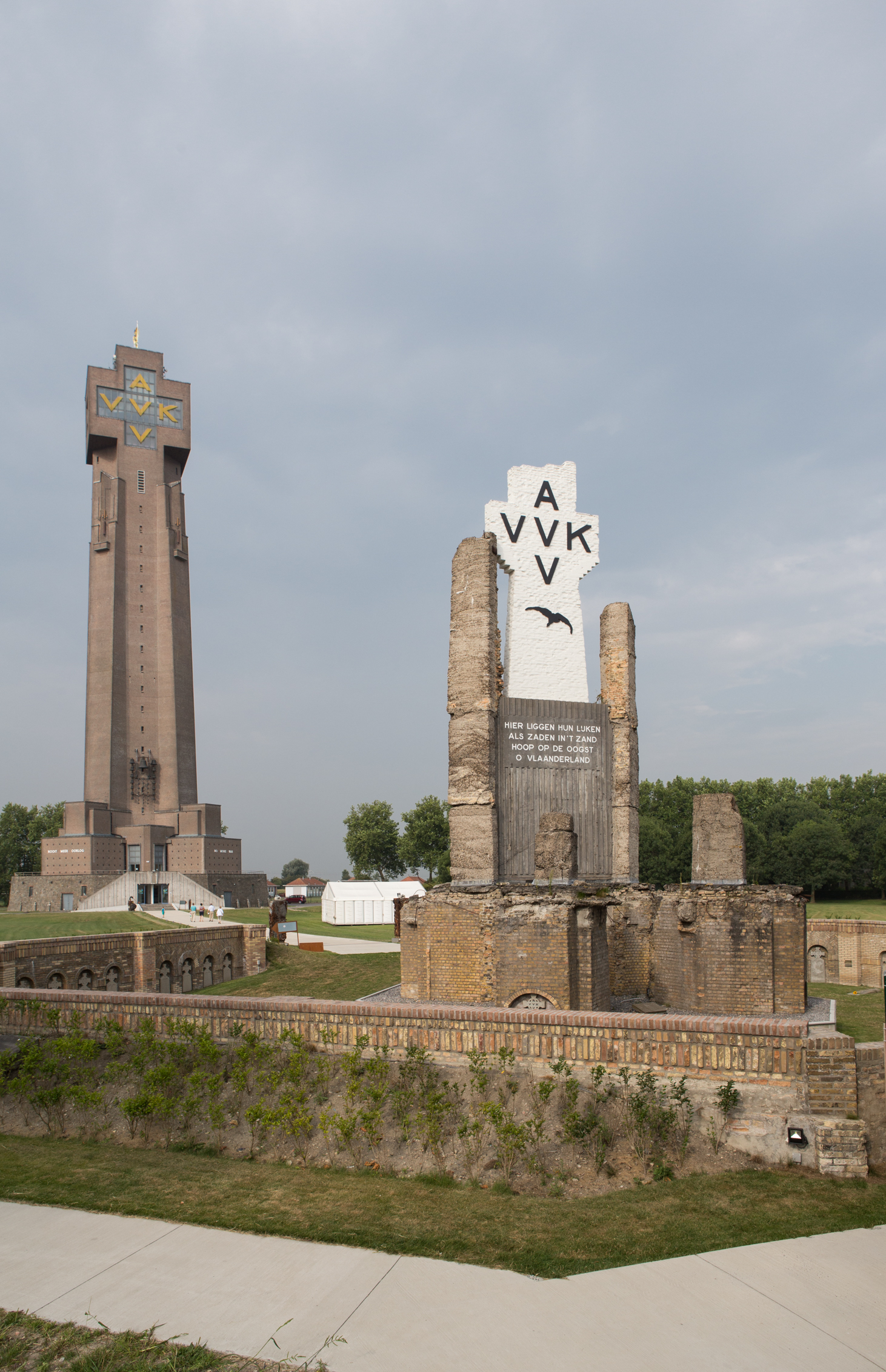
De resten van de oude toren (voorgrond) en de nieuwe toren (achtergrond)

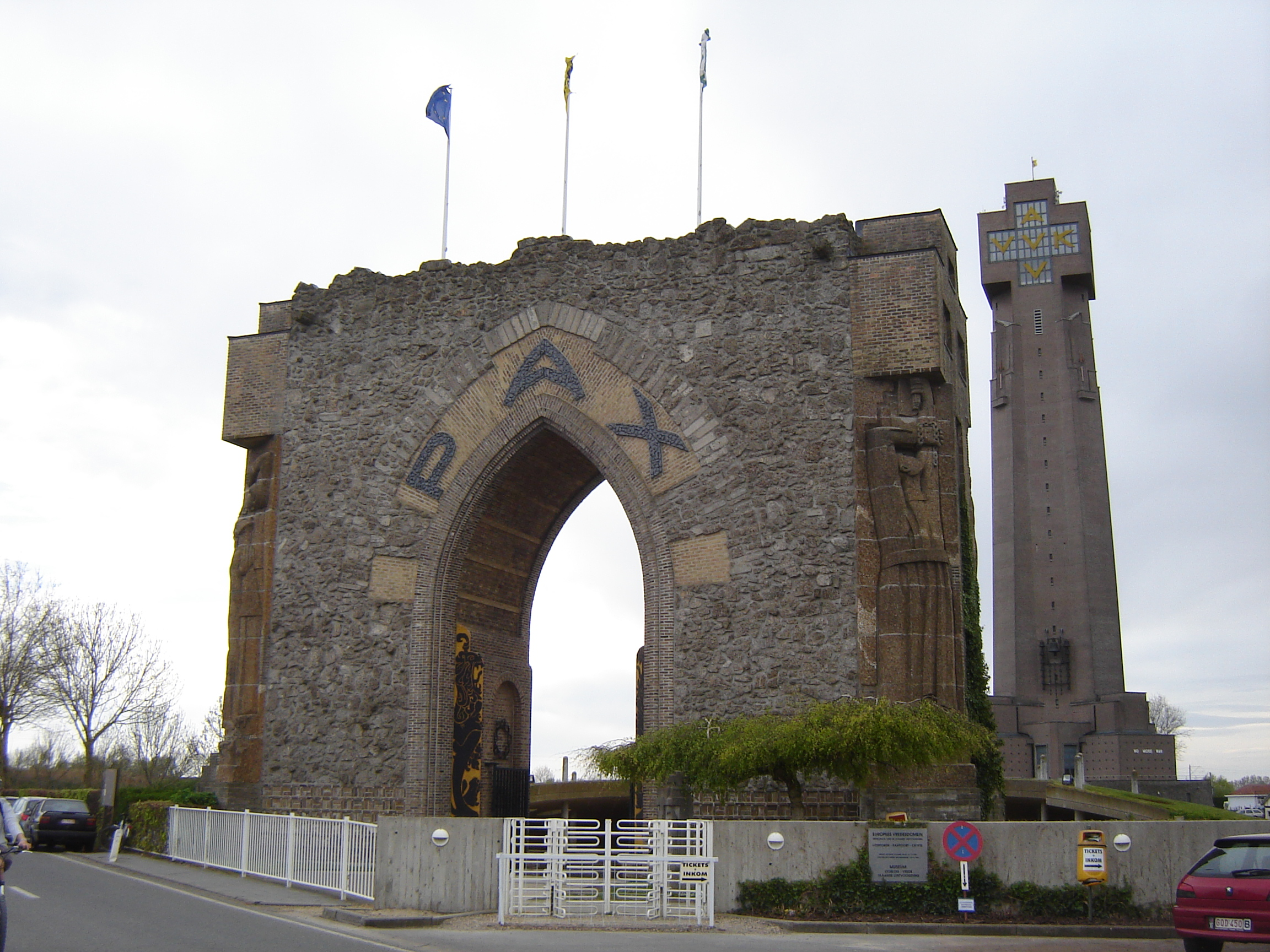
De Paxpoort

## Context
In de jaren voor de Tweede Wereldoorlog had het VNV de feitelijke controle gekregen over de IJzerbedevaarten. Het pacifistisch karakter maakte meer en meer plaats voor anti-Belgisch nationalisme. Andere democratische organisaties waren niet meer welkom op de plechtigheid. De IJzertoren en de bedevaarten werden hierdoor het symbool van Vlaams-nationalisme.
Tijdens de Tweede Wereldoorlog organiseerde het IJzerbedevaartcomité evenementen in en rond de toren. Hierbij waren Duitse officieren aanwezig en namen Vlaamse oostfronters het woord. De voorzitter van het IJzerbedevaartcomité, Frans Daels, liet zich tijdens deze evenementen positief uit over de Nieuwe Orde. Daels had aan het oostfront ook een hospitaaleenheid ingericht voor het Vlaams Legioen. Op die manier was de IJzertoren voor velen een symbool van collaboratie met de vijand geworden en had het IJzerbedevaartcomité zich “verbrand” aan de collaboratie.
Meteen na het einde van oorlog richtte de gerechtelijke repressie zich tegen deze collaborateurs maar de populaire en de politieke reactie richtte zich ook tegen de Vlaamse Beweging in haar geheel, of op bepaalde plaatsen, zoals in Brussel en elders langs de taalgrens, tegen alles wat Nederlandstalig was.
Op het moment van de aanslag was Frans Daels gevlucht naar Zwitserland en zaten veel leden van het comité in de gevangenis. Een paar maanden later werd Daels door de Belgische Krijgsraad bij verstek ter dood veroordeeld. De priester-dichter Cyriel Verschaeve, van wie de verzen ‘Hier liggen hun lijken…” zou datzelfde jaar eveneens bij verstek ter dood veroordeeld worden.

## De aanslag
Op 16 maart 1946 omstreeks 2 uur ‘s nachts ontplofte de springlading die was aangebracht aan de IJzertoren in Kaaskerke. Kaaskerke was op dat moment een afzonderlijke gemeente aan de IJzer bij Diksmuide. Bij deze aanslag stortte de toren volledig in, maar vielen géén doden of gewonden.
Voor de inwoners van het nabijgelegen Diksmuide was dit niet echt een verrassing. De IJzertoren was tijdens de Tweede Wereldoorlog een “toren van de schande” geworden door de link met de collaboratie. Op 16 juni 1945 was er al een aanslag gepleegd met dynamiet op de toren. Toen bleef de schade beperkt.

## Reacties
De toren was omstreden maar de reacties op de vernietiging waren over het algemeen negatief. Vooral langs Vlaams katholieke zijde was er veel opschudding.
De IJzertoren werd beschouwd als een Vlaams en christelijk symbool. Daarnaast was het ook een oorlogsbegraafplaats. In de crypte van de toren lagen enkele Vlaamse frontsoldaten. De Vlaamse katholieke kranten spraken zonder meer van heiligschennis.
De negatieve reacties bleven niet beperkt tot Vlaamsgezinden. Ook pro-Belgische Vlaamse katholieken traden op als verdedigers van de IJzertraditie. Op 20 maart 1946 organiseerden Leuvense universiteitsstudenten een betoging voor eerherstel.
De verontwaardiging over de aanslag was zo groot dat dit een nieuw elan gaf aan de IJzerbedevaarten.
Meteen na de vernieling deden de meest verregaande hypothesen de ronde. Radicale Vlaamsgezinden beweerden dat zowat het hele Belgische establishment achter deze anti-Vlaamse aanslag zat. Maar bewijzen daarvoor ontbreken. Een Franstalige krant vroeg zich zelfs af of de toren niet door VNV’ers was opgeblazen met als doel de sympathie voor het Vlaams-nationalisme weer te verbeteren.

## Onderzoek
De dag zelf nog begon Joseph Delaere, onderzoeksrechter in Veurne,  een onderzoek wegens “aanslagen bij middel van ontplofbare stoffen met politiek karakter” op de IJzertoren. Aan het politiek motief van de aanslag kon moeilijk getwijfeld worden.
De wijze waarop de aanslag gebeurde wees op een professionele aanpak. In het monument waren honderden kilo’s aan dynamiet aangebracht. De explosie spleet de toren van binnenuit waardoor de kruiskop bovenaan loodrecht was neergestort, dit leidde tot de totale vernietiging van de toren.
Het onderzoek verliep zeer moeizaam wegens gebrek aan getuigen of bewijzen. Pas in 1948 kon de onderzoeksrechter na een aantal tips en grondig speurwerk twaalf verdachten aanwijzen. Negen van hen werden in voorlopige hechtenis gehouden en moesten al na een maand vrijgelaten worden wegens gebrek aan bewijzen.
Daarnaast was er ook tegenwerking in het onderzoek door de procureur-generaal van Gent, Hermann Bekaert die meerdere malen naar Veurne afzakte om onderzoeksrechter Delaere te beïnvloeden.
Op 2 juni 1951 besliste de Gentse kamer van inbeschuldigingstelling de twaalf verdachten buiten vervolging te stellen. Dit arrest werd later door het Hof van Cassatie bijgetreden. Procureur-generaal Hermann Bekaert werd in 1952 geschorst voor ernstige beroepsfouten omwille van ongeoorloofde tussenkomsten in de zaak. Bekaert beweerde deze tussenkomsten te doen in opdracht van de toenmalige minister van Justitie. Bekaert was actief geweest in het verzet tijdens de Tweede Wereldoorlog. De procureur-generaal is de enige die gestraft werd in het onderzoek naar de aanslagen.

## Betrokkenheid van DOVO
Willy Moons, een lokale journalist, achterhaalde later dat vier militairen van DOVO uit het munitiedepot van Houthulst achter de aanslag zaten. In het depot van Houthulst werd achtergelaten munitie van de beide wereldoorlogen opgeslagen. De betrokkenheid van leden van het Belgisch leger was in de streek van Diksmuide geen groot geheim. De namen van de betrokkenen waren bekend maar er konden géén echte bewijzen worden gevonden.
De vier militairen handelden in opdracht van de chef van het depot, kapitein Robert Samyn, en hadden allen een verleden als verzetslid tijdens de Tweede Wereldoorlog. Het dynamiet dat gebruikt werd zou ook komen uit het depot. Het blad uit het register met de munitietransporten op de dag van de aanslag was verdwenen.
Wie de eigenlijke opdrachtgevers waren bleef onduidelijk. De naam van parlementslid en burgemeester van Houthulst, Hubert De Groote, dook vaak op. De Groote, die bevriend was met Robert Samyn, was tijdens de Tweede Wereldoorlog hoofd van het Geheim Leger in West-Vlaanderen. Hij nam niet de moeite om de beschuldigingen te ontkennen.
Een andere naam die opduikt is deze van Adolphe Van Glabbeke, een leidende liberaal in West-Vlaanderen die een aantal weken na de aanslag minister van Justitie werd. Hij zou het onderzoek hebben bemoeilijkt en tegengewerkt. Daarnaast trad hij op als advocaat van een van de verdachten. Er waren géén aanwijzingen dat Van Glabbeke de opdracht gaf tot het opblazen van de toren, maar wel dat hij de verdachten wilde helpen.

## Wederopbouw
In 1950 werd door de toenmalige homogene CVP-regering-Duvieusart 15 miljoen Belgische frank vrijgemaakt voor de bouw van een tweede grotere IJzertoren. Van de ruïne van de eerste toren bleef de crypte bewaard en met het puin van de toren werd de Pax-poort gemaakt.
De bouw begon in 1951 en met talrijke giften kon de nieuwe en grotere IJzertoren worden ingewijd op de IJzerbedevaart van 22 augustus 1965.